# Aloe pratensis
Aloe pratensis ist eine Pflanzenart der Gattung der Aloen in der Unterfamilie der Affodillgewächse (Asphodeloideae). Das Artepitheton pratensis stammt aus dem Lateinischen, bedeutet so viel wie ‚Grünland‘ und verweist auf das bevorzugte Habitat der Art.

## Beschreibung

### Vegetative Merkmale
Aloe pratensis wächst stammlos, ist selten einzeln, sondern bildet für gewöhnlich kleine Gruppen. Die 30 bis 40 lanzettlichen oder eiförmig-lanzettlichen Laubblätter bilden dichte Rosetten. Die glauke, linierte Blattspreite ist bis zu 15 Zentimeter lang und 4 bis 5 Zentimeter breit. Auf der Oberseite sind manchmal wenige, zerstreute, rötlich braune Stacheln ausgebildet. Die Unterseite ist in der Regel mit wenigen, zerstreuten, rötlich braunen Stacheln und gelegentlich zur Spitze hin mit einigen wenigen mittigen, 2 bis 3 Millimeter langen, braunen Stacheln besetzt. Die rötlich braunen, stechenden Zähne am Blattrand sind etwa 5 Millimeter lang und stehen 10 Millimeter voneinander entfernt.

### Blütenstände und Blüten
Der einfache Blütenstand erreicht eine Länge von bis zu 60 Zentimeter. Die dichten, zylindrischen Trauben sind etwa 20 Zentimeter lang und 10 Zentimeter breit. Die eiförmig spitz zulaufenden Brakteen weisen eine Länge von bis zu 40 Millimeter auf und sind 15 bis 18 Millimeter breit. Die rosaroten Blüten stehen an 25 bis 30 Millimeter langen Blütenstielen. Die Blüten sind 35 bis 40 Millimeter lang und an ihrer Basis gestutzt. Oberhalb des Fruchtknotens sind die Blüten leicht erweitert. Ihre äußeren Perigonblätter sind nicht miteinander verwachsen. Die Staubblätter und der Griffel ragen kaum aus der Blüte heraus.

### Genetik
Die Chromosomenzahl beträgt {\displaystyle 2n=14}.

## Systematik und Verbreitung
Aloe pratensis ist in Lesotho sowie den südafrikanischen Provinzen Ostkap und KwaZulu-Natal zwischen Felsen in Grasland in Höhen von 50 bis 2000 Metern verbreitet.
Die Erstbeschreibung durch John Gilbert Baker wurde im Jahr 1880 veröffentlicht.

## Nachweise